# Grace Wanjiru
Pour les articles homonymes, voir Wanjiru.
Grace Wanjiru Njue (née le 10 octobre 1979) est une athlète kényane spécialiste de la marche athlétique.

## Carrière
Médaillée de bronze de l'épreuve du 10 km lors des Championnats d'Afrique 2002, Grace Wanjiru remporte le 20 km des éditions 2004, 2008 et 2010. Lors de cette compétition, en août 2010 à Nairobi, la Kényane établit un nouveau record d'Afrique de la discipline en 1 h 34 min 19 s. 
Elle récidive en 2012 et 2014, ce qui porte à cinq le nombre de ses titres continentaux.
En 2015 elle remporte le 20 km marche des Jeux africains.

## Palmarès
| Date | Compétition            | Lieu           | Résultat | Épreuve      |
| ---- | ---------------------- | -------------- | -------- | ------------ |
| 2002 | Championnats d'Afrique | Tunis          | 3e       | 10 km marche |
| 2004 | Championnats d'Afrique | Brazzaville    | 1re      | 20 km marche |
| 2007 | Jeux africains         | Alger          | 7e       | 20 km marche |
| 2008 | Championnats d'Afrique | Addis-Abeba    | 1re      | 20 km marche |
| 2010 | Championnats d'Afrique | Nairobi        | 1re      | 20 km marche |
| 2010 | Jeux du Commonwealth   | New Delhi      | 3e       | 20 km marche |
| 2012 | Championnats d'Afrique | Porto-Novo     | 1re      | 20 km marche |
| 2014 | Championnats d'Afrique | Marrakech      | 1re      | 20 km marche |
| 2015 | Jeux africains         | Brazzaville    | 1re      | 20 km marche |
| 2016 | Championnats d'Afrique | Durban         | 1re      | 20 km marche |
| 2016 | Jeux olympiques        | Rio de Janeiro | 42e      | 20 km marche |
| 2018 | Jeux du Commonwealth   | Gold Coast     | 8e       | 20 km marche |
| 2018 | Championnats d'Afrique | Asaba          | 2e       | 20 km marche |
| 2019 | Jeux africains         | Rabat          | 2e       | 20 km marche |

## Records
| Épreuve      | Performance                        | Lieu   | Date          |
| ------------ | ---------------------------------- | ------ | ------------- |
| 10 km marche | 48 min 46                          | Nakuru | 17 avril 2015 |
| 20 km marche | 1 h 30 min 43 s (Record d'Afrique) | Durban | 26 juin 2016  |